# Montoliu de Segarra
Montoliu de Segarra är en kommun i Spanien.   Den ligger i provinsen Província de Lleida och regionen Katalonien, i den östra delen av landet, 400 km öster om huvudstaden Madrid. Antalet invånare är 197. Arean är 29,5 kvadratkilometer. Montoliu de Segarra gränsar till Llorac, Guimerà, Vallfogona de Riucorb, Cervera, Ribera d'Ondara, Talavera och Montornès de Segarra. 
Terrängen i Montoliu de Segarra är huvudsakligen platt, men söderut är den kuperad.